# Seminario Teológico Palmer
El Seminario Teológico Palmer (en inglés: Palmer Theological Seminary) es un seminario bautista, en St-Davids en los suburbios de Filadelfia, Pensilvania, Estados Unidos. Está afiliado a las Iglesias Bautistas Americanas USA.

## Historia
El seminario fue fundado en 1925 como Seminario Teológico Bautista del Este en Filadelfia por seis pastores bautistas conservadores de la Sociedad de Publicaciones Bautista Estadounidense (Iglesias Bautistas Americanas USA). En 1932, se fundó un departamento universitario. En 2005, el seminario fue nombrado Seminario Teológico Palmer en honor a un ex presidente de la escuela, Gordon Palmer. En 2016, el seminario se trasladó al campus principal de la Universidad del Este.

## Membresías
Es miembro de las Iglesias Bautistas Americanas USA.